# Корельские дети
Коре́льские де́ти — название пяти родов влиятельных карельских феодалов, владевших территориями средневековой Корельской земли.

## История названия
Название дети соответствует общерусскому «дети боярские», то есть потомки бояр и князей в социальной структуре русских княжеств. Определение Карельские дети одновременно стало обозначать безусловный вассалитет по отношению к Новгородскому государству бывшей карельской феодальной знати и всей Карельской земли.

## Общие сведения
После заключённого в 1323 году Ореховецкого договора между Шведским королевством и Новгородской республикой, представители пяти родов карельской знати территорий Корельской земли, вошедших в состав Водской пятины Новгородской республики, были включены в правящую элиту республики под названием Корельские дети. Новгородская центральная власть сохранила за ними прежние владения на правах феодальных вотчин.
Согласно источникам пять родов составляли: Вымольцы, Курольцы, Ровкульцы, Валдольцы и Наволоч-род (предположительно Тиврольцы). Названия родов соответствует названию районов коренных земель древних карел в Приладожье.
Основные вотчины «пяти родов» располагались в северной части Карельской земли и в поморских областях. Большинство этих вотчин было конфисковано в конце XV века, после присоединения Великого Новгорода к державе князя Ивана III Великого в результате московско-новгородской войны (1477—1478). Отдельные представители бывшей карельской знати продолжали владеть промысловыми угодьями и занимать видное положение, но официальный статус «карельских детей» утратили.
Вотчины в южной части Корельской земли не изымались и были оставлены за «пятью родами». На правах своеземцев за ними были сохранены права на землю и население.

## Фамилии
- Ровкульские